# Brémur-et-Vaurois
Brémur-et-Vaurois – miejscowość i gmina we Francji, w regionie Burgundia-Franche-Comté, w departamencie Côte-d’Or. Przez miejscowość przepływa Sekwana. 
Według danych na rok 1990 gminę zamieszkiwało 91 osób, a gęstość zaludnienia wynosiła 10 osób/km² (wśród 2044 gmin Burgundii Brémur-et-Vaurois plasuje się na 819. miejscu pod względem liczby ludności, natomiast pod względem powierzchni na miejscu 984.).